# Claire Waldoff
Claire Waldoff (Gelsenkirchen, 21 oktober 1884 - Bad Reichenhall, 22 januari 1957), geboren als Clara Wortmann, was een zangeres die veel deed met cabaret. Ze had een nauwe associatie met de lesbische scene in de jaren 1920 en trad ook regelmatig in lesbische bars op. Waldoff was tevens een van de eerste vrouwen in Duitsland die een rijbewijs behaalde.

## Vroege leven
Waldoff werd in 1884 geboren in het westen van Duitsland in een gezin van zestien kinderen. Ze was het elfde kind in het relatief arme gezin; haar vader was een mijnwerker. Ze was slim genoeg om op een gymnasium speciaal opgericht voor meisjes aangenomen te worden, wat haar in eerste instantie ook goed paste. Ze had namelijk besloten dat ze medicijnen wilde studeren. Ze herzag dit plan echter al snel, want het theater en de grote stad trokken. Ze knipte haar haar kort en vertrok in 1906 naar Berlijn.

## Groeiende populariteit
Ondanks haar atypische repertoire werd Waldoff al snel bekend en geliefd bij bepaalde publieken. Waar ze het niet per se van haar vrouwelijke charmes moest hebben - ze zong het later door Marlene Dietrich, met wie zij tevens bevriend was, sensueel gecoverde Nach meine Beene is ja janz Berlin verrückt vooral als komedienummer - stond ze spoedig bekend om haar in plat (later aangemeten) Berlijns gezongen liedjes. Ook stond ze veelal in kleding die traditioneel aan heren werd toegeschreven op het podium. Tijdens de Weimarrepubliek zou ze veel in lesbische bars, onder meer de Toppkeller, zingen; niet zo verrassend, aangezien zij en haar partner Olga von Roeder al voor de Eerste Wereldoorlog samenwoonden. De beide vrouwen zouden levenslang bij elkaar blijven.

## Opkomst van nazisme
Al snel na de nazistische machtsgreep probeerden de nazi's Waldoff te verbieden op te treden. Ze had echter een zodanig grote schare fans, dat dit verbod niet volgehouden kon worden in 1933. Toch werd Waldoff tot ongewenste persoon verklaard en werden haar optredens langzaam steeds verder teruggedrongen. In 1939 besloten zij en Von Roeder zich terug te trekken uit Berlijn. Het was de doodsteek voor haar carrière. Na de oorlog werd haar stijl gezien als verouderd en zou Waldoff eigenlijk nooit meer tot de pieken komen die ze in de Weimarrepubliek had gehad.

## Latere leven
In 1950 zou ze nog één maal in Berlijn optreden. Drie jaar later kwam haar autobiografie Weeste noch...! uit. Waldoff leed onder de gevolgen van een aantal hersenbloedingen op latere leeftijd. In 1957 stierf ze. Ze ligt begraven op het Pragfriedhof in Stuttgard, samen met haar vrouw Olga von Roeder.

## Verdere literatuur
- Claudia Schoppmann, "Ach Jott, wat sind die Männer dumm - Claire Waldoff (1884-1957)", Ik liet mijn haar groeien en ging jurken dragen (1995) 56-72.

- Bibliothèque nationale de France: cb142374939 (data)
- Gemeinsame Normdatei: 118771019
- International Standard Name Identifier: 0000 0000 8118 8092
- Library of Congress Control Number: n95065915
- MusicBrainz: f8df8f71-f9f1-4892-a0f1-541673e7c916
- Nationale Bibliotheek van Polen: a0000002677963
- Nederlandse Thesaurus van Auteursnamen: 387139958
- Virtual International Authority File: 39588804
- WorldCat: E39PBJrrvKgVrb4WGPPmxfbPQq